# Paul Mauriat
Paul Mauriat (teljes nevén Paul Julien André Mauriat; (Marseille, 1925. március 4. - Marseille, 2006. november 3.) francia zeneszerző, karmester, aki az easy listening műfajban alkotott. Love is Blue című dalával öt hétig szerepelt az amerikai Billboard Hot 100 lista élén. Gyakran dolgozott Raymond Lefèvre-rel, sőt néha Franck Pourcellel is, akik a maguk idejében Franciaország legnépszerűbb karmesterei közé tartoztak.

## Élete
Pályafutását 17 évesen alapozta meg azzal, hogy Párizsban megalapította saját zenekarát, amellyel a második világháború alatt Franciaországon belül játszott. 1950-ben kezdett felvételeket készíteni és turnézni Charles Aznavourral.
1965-ben egy párizsi klubban fedezte fel Annie Philippe énekesnőt.
1967-ben részt vett Vicky Leandros a L’amour est bleu című dallal az Eurovíziós Dalfesztiválon és a negyedik helyen végzett.
1998-ban Mauriat a japán Oszakában fejezte be pályafutását.
Becslések szerint Paul Mauriat közel 40 millió lemezt adott el pályafutása során.

## Diszkográfia

### Kislemezek
- "Puppet on a String" (1967)
- "Love Is Blue" (U.S. #1, 1968; AC #1, 1968)
- "Love In Every Room" (U.S. #60, 1968; AC #7, 1968)
- "San Francisco" (U.S. #103, 1968; AC #16, 1968)
- "Chitty Chitty Bang Bang" (U.S. #76, 1969; AC #24, 1969)
- "Hey Jude" (U.S. #119, 1969; AC # 24, 1969)
- "Je T'aime Moi Non Plus" (AC #35, January 1970)
- "Gone Is Love" (AC #32, September 1970)
- "Apres Toi (Come What May)" (AC #21, 1972)
- "Love Theme from "The Godfather" (Butterfly) (1972)
- "Taka Takata" (1972)

### Nagylemezek
| - Viva Cha Cha Cha (1959) - Jamais le dimanche (1960) - Tu viens danser! (1960) - Paris by Night (1961) - Plays Standards (1963) - Paul Mauriat joue pour les enfants (1963) - Album no 1 (1965) - Russie de toujours (1965) - Album no 2 (1965) - Album no 3 (1966) - Prestige de Paris (1966) - Parlez-moi d'amour (1966) - Album no 4 (1966) - Bang, bang (1966) - More Mauriat (1967) - Mauriat Magic (1967) - Album no 5 (1967) - Noëls (Also released as The Christmas Album (1967), White Christmas (1973) - Album no 6 (1967) - Blooming Hits (1967) (Philips) (Reissued in 2006 by Universal Music Enterprises) - Love Is Blue (1968) - Viva Mauriat (1968) - Mauriat slows (1968) - Rain and Tears (1968) - Cent mille chansons (1968) - Rhythm and Blues (1968) - The Soul of Paul Mauriat (1969) - Doing My Thing (1969) - Je t'aime... moi non plus (1969) - Un jour, un enfant (1969) - L.O.V.E. (1969) - Vole, vole, Farandole (1969) - Prevailing Airs (1969) - Paul Mauriat joue Chopin (1970) - Paul Mauriat Let the Sunshine in/Midnight Cowboys/ And Other Goodies (1970) - C'est la vie... Lily (1970) - Gone Is Love (1970) - Comme j'ai toujours envie d'aimer (album) (1970) - Paloma Embriagada (1970) - Un banc, un arbre, une rue (1971) - Mamy Blue (1971) - Penelope (1971) - El Condor Pasa (1971) - Tombe la neige (1971) - Après toi (1972) - L'Avventura (1972) - Last Summer Day (1972) - Paul Mauriat joue les Beatles (1972) | - Le Lac Majeur (1972) - Forever and Ever (1973) - Nous irons à Vérone (1973) - Last Tango in Paris (1973) - Good bye, My Love, Good bye (1973) - White Christmas (1973) - Viens ce Soir (1974) - Retalhos de Cetim (1974) - Je pense à toi (1974) - Le premier pas (1974) - I Won't Last a Day Without You (1974) - L'Été indien (1975) - Entre Dos Aguas (1975) - The Best of Paul Mauriat – 10 Years With Philips (1975) ??? - From Souvenirs to Souvenirs (1975) - Lili Marlene (1975) - Stereo Spectacular (1975) - The Paul Mauriat Orchestra (Have You Never Been Mellow) (1975) - Love Sounds Journey (1976) - Michelle (1976) - Love Is Still Blue (1976) - Il était une fois... nous deux (1976) - Chanson d'amour (1977) - C'est La Vie (1977) - Hymne à l'amour (1977) - Brasil Exclusivamente (1977) - L'oiseau et l'enfant (1977) - The Bird and the Child (1977) - Overseas Call (1978) - Dans les yeux d'Émilie (1978) - Ça Ne Fait Rien Les Couilles, Voici Paul Mauriat (1978) - Brasil Exclusivamente Vol.2 (1978) - Too Much Heaven (1979) - Nous (1979) - Copacabana (1979) - Aerosong (1980) - Chromatic (1980) - Brasil Exclusivamente Vol.3 (1980) - Reality (1981) - Pour le plaisir (1981) - Je n'pourrai jamais t'oublier (1981) | - Roma dalla Finestra (1982) - Tout pour la musique (1982) - Magic (1982) - I Love Breeze (1982) - Descendant of the Dragon (1982) - Love with Many Phases (1982 in Hong Kong)(癡情劫） - Wild Spring (1983) - Summer Has Flown (1983) - Olive Tree (1984) - Piano Ballade (1984) - The Seven Seas (1984) - Around the World (Taiwan edition) (1985) - Transparence (1985) - The Best of Paul Mauriat 2 — 20 Years With Philips (1985) ??? - Classics in the Air (1985) - Windy (1986) - Classics in the Air 2 (1986) - Song for Taipei (1986) - Classics in the Air 3 (1987) - Nagekidori (1987) - Love Is Blue (20th Anniversary Edition) (1987) - Best of France (1988) - The Paul Mauriat Story (1988) - Serenade (1989) - Iberia (1989) - Remember (1990) - You Don't Know Me (1990) - Gold Concert (1990) - Retrospective (1991) - Nostal Jazz (1991) - Emotion (1993) - The Color of the Lovers (1994) - Now and Then (1994) - Soundtracks (1995) - Quartet for Kobe (1995) - Escapades (1996) - Cri d'amour (1996) - 30th Anniversary Concert (1996) - Romantic (1997) - Sayonara Concert (1998) - I Will Follow Him (2000) - All the Best (2003, in China) - Paul Mauriat Boxsets Vol 3 & 4 (2007, Universal Music, Japan) - Les merveilleuses orchestrations de Paul Mauriat (2012, Marianne Mélodie) |